# Guldprinsen
Guldprinsen är ett svenskt litteraturpris (poesi) som utdelas av Restaurang Prinsen i Stockholm. Priset ges till den yngre författare som skrivit årets bästa diktsamling. Prissumman är på 25 000 svenska kronor.
Priset tycks inte ha delats ut efter 2007.

## Pristagare
- 1990 - Magnus William-Olsson[2]
- 1992 - Göran Greider[3]
- 1994 - Maria Gummesson[4]
- 1995 - Petter Lindgren[5]
- 1999 – Pär Hansson[6]
- 1996 – Marie Lundquist
- 1998 – Eva-Stina Byggmästar
- 2000 – Tuija Nieminen Kristofersson[7]
- 2001 – Lars Mikael Raattamaa
- 2002 – Ulf Karl Olov Nilsson
- 2003 – Johannes Anyuru[8]
- 2004 – David Vikgren[9]
- 2005 – Carolina Thorell
- 2006 – Fredrik Nyberg
- 2007 – Eva Ribich[10]

### Fotnoter
1. ↑  ”Anyuru en guldprins”. Smålandsposten. http://www.smp.se/noje_o_kultur/kultur/anyuru-en-guldprins%28107751%29.gm. Läst 28 maj 2012.
2. ↑  ”Namn”. Svenska Dagbladet:  s. 11. 22 mars 1990. Läst 1 oktober 2017.
3. ↑  ”Dagens Namn”. Svenska Dagbladet:  s. 11. 20 maj 1992. Läst 1 oktober 2017.
4. ↑  ”Guldprinsen till Maria Gummesson”. Svenska Dagbladet:  s. 12. 24 maj 1994. Läst 1 oktober 2017.
5. ↑  ”Prinspris till Petter Lindgren”. Svenska Dagbladet:  s. 51. 16 maj 1995. Läst 1 oktober 2017.
6. ↑  ”Noterat”. Svenska Dagbladet:  s. 11. 11 juni 1999. Läst 1 oktober 2017.
7. ↑  ”Nyheter/Namn - Noterat”. Svenska Dagbladet:  s. 9. 23 augusti 2000. Läst 1 oktober 2017.
8. ↑  ”Guldprinsen Anyuru”. Aftonbladet. 18 november 2003. http://www.aftonbladet.se/kultur/notiser/article10412788.ab. Läst 1 oktober 2017.
9. ↑  ”David Vikgren är årets Guldprins”. Svenska Dagbladet:  s. 84. 27 november 2004. Läst 1 oktober 2017.
10. ↑  ”"Jag känner ett väldigt språkligt motstånd"”. Svenska Dagbladet:  s. 78. 21 januari 2012. Läst 1 oktober 2017.